# Joaquín Alcaide de Zafra
Joaquín Alcaide de Zafra (Sevilla, 20 de abril de 1871–Madrid, 18 de junio de 1946) fue un poeta y escritor modernista. 

## Biografía
Nacido en Sevilla el 20 de abril de 1871, era hijo del cordobés Joaquín Alcaide y Molina, rector de la Universidad Hispalense entre 1887 y 1890, y de su esposa, Teresa Zafra. Sus hermanas también destacaron en ámbitos artísticos: Regina (pintura y narrativa), María Teresa (pintura) y Angelina (narrativa).
Estudió en el Instituto San Isidoro de la capital hispalense y, posteriormente, cursó Derecho y Filosofía y Letras en la universidad de la misma. Desde su juventud combinó su labor de funcionario en distintos ministerios en Madrid con la publicación de trabajos literarios en los más importantes periódicos y revistas del Fin de Siglo. 
Amigo de Julio Romero de Torres, que lo inmortalizó en un lienzo, Joaquín Alcaide murió en Madrid el 18 de junio de 1946.

## Trayectoria
Dejando al margen su especial dedicación al mundo de los cantares, su poemario más importante es Trébol (1899), adscrito al modernismo, que lleva atrios de Rubén Darío, Eusebio Blasco y Salvador Rueda. Fue colaborador de revistas tan destacadas como Blanco y Negro, La Gran Vía o Madrid Cómico.

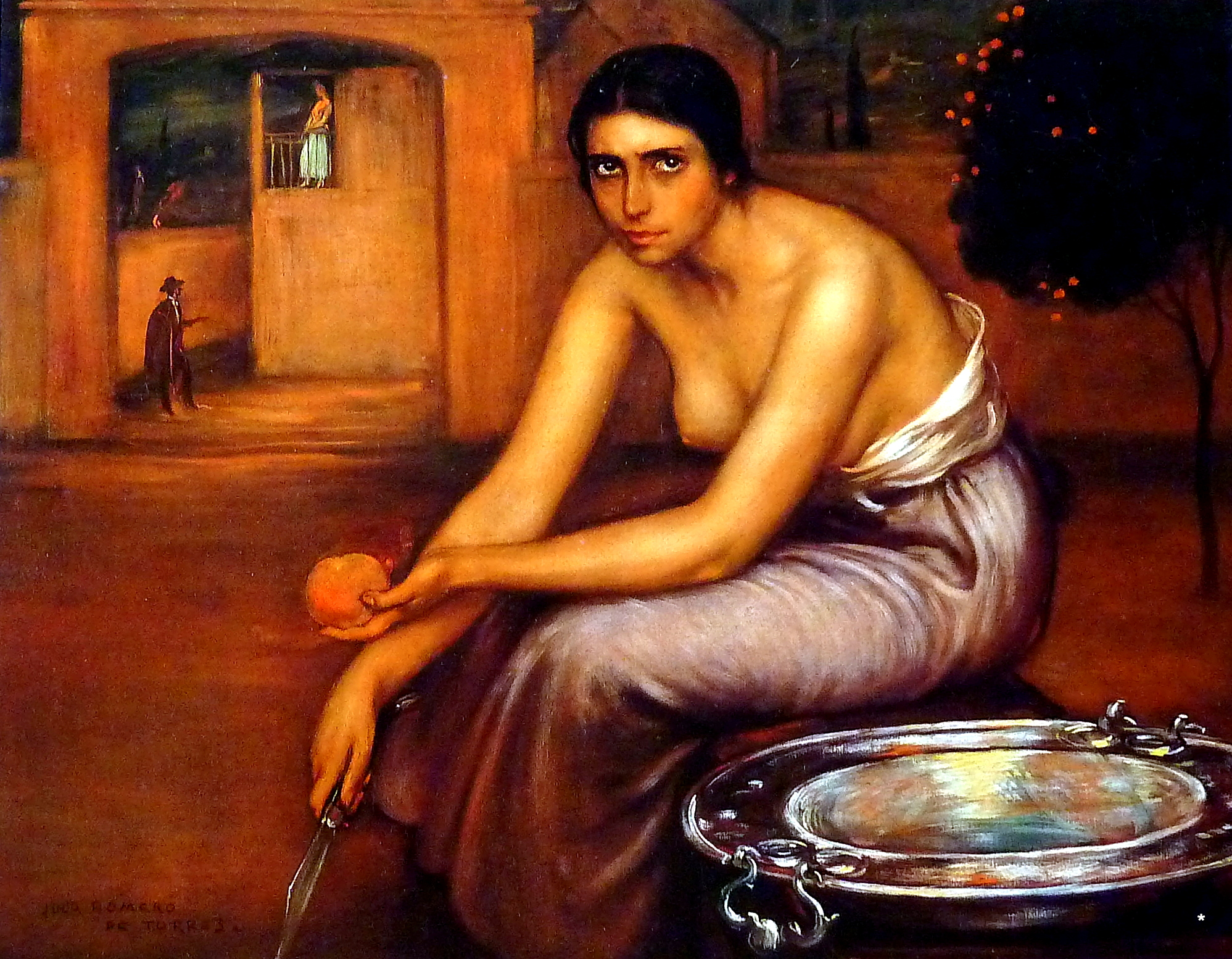
Celos (1920), por Julio Romero de Torres

En 1923 colabora con Manuel Font de Anta en el célebre cuplé La venta de Eritaña.
En la década de los veinte se dedicó sobre todo a la escritura de letras de cuplés y algunos argumentos literarios de films de temática taurina y goyesca.

## Obras
- Estrellas fugaces (1895)
- Cantos de la Giralda: notas sevillanas (1896)
- Trébol: poesías (1899)
- Cantares de amor y celos (1911)
- Espadas de cartel: semblanzas de toreros (1914)